# Andries Jacob Eksteen Brink
Andries Jacob Eksteen Brink, južnoafriški general in politik, * 1877, † 1947.
Med letoma 1920 in 1933 je bil načelnik Generalštaba Zveznih obrambnih sil in med letoma 1922 in 1937 pa sekretar za obrambo.